# Código Civil de Macau
O Código Civil de Macau vigente foi aprovado em 1999, culminando um processo de adaptação das leis de Macau feito durante os anos anteriores à transferência de soberania para a República Popular da China ocorrida em 20 de Dezembro de 1999.
O Código Civil de Macau consiste, no essencial, numa versão modernizada e adaptada do Código Civil português de 1966 (por sua vez inspirado no código civil da Alemanha), a que permanece fiel no essencial, designadamente na sistemática, já que adopta a chamada classificação germânica dos ramos de Direito.
Em todo o caso, são detectáveis ao longo do articulado uma série de modificações em matérias como as fontes de direito, direito internacional privado, direitos de personalidade, vícios na formação da vontade, contrato-promessa, cláusula penal, regime de bens do casamento, e muitas outras.